# Rhipidura
Genre
Rhipidura (issu du grecque ῥιπίς (rhipís, “éventail”) + οὐρά (ourá, “queue”) est un genre de passereaux de la famille des Rhipiduridae.

## Liste des espèces
D'après la classification de référence (version 14.2, 2024) du Congrès ornithologique international (ordre phylogénique) :
- Rhipidura superciliaris – Rhipidure bleu
- Rhipidura samarensis – Rhipidure de Samar
- Rhipidura cyaniceps – Rhipidure à tête bleue
- Rhipidura sauli – Rhipidure de Tablas
- Rhipidura albiventris – Rhipidure des Visayas
- Rhipidura albicollis – Rhipidure à gorge blanche
- Rhipidura albogularis – Rhipidure moucheté
- Rhipidura euryura – Rhipidure à ventre blanc
- Rhipidura aureola – Rhipidure à grands sourcils
- Rhipidura javanica – Rhipidure pie
- Rhipidura nigritorquis – Rhipidure des Philippines
- Rhipidura perlata – Rhipidure perlé
- Rhipidura leucophrys – Rhipidure hochequeue
- Rhipidura diluta – Rhipidure à calotte brune
- Rhipidura fuscorufa – Rhipidure brun-roux
- Rhipidura rufiventris – Rhipidure à ventre chamois
- Rhipidura kordensis – Rhipidure de Biak
- Rhipidura cockerelli – Rhipidure de Cockerell
- Rhipidura coultasi – Rhipidure de Coultas
- Rhipidura threnothorax – Rhipidure fuligineux
- Rhipidura maculipectus – Rhipidure maculé
- Rhipidura leucothorax – Rhipidure à poitrine blanche
- Rhipidura atra – Rhipidure noir
- Rhipidura hyperythra – Rhipidure à ventre roux
- Rhipidura albolimbata – Rhipidure familier
- Rhipidura albiscapa – Rhipidure gris
- Rhipidura fuliginosa – Rhipidure à collier
- Rhipidura phasiana – Rhipidure des mangroves
- Rhipidura drownei – Rhipidure brun
- Rhipidura ocularis – Rhipidure de Guadalcanal
- Rhipidura tenebrosa – Rhipidure ombré
- Rhipidura rennelliana – Rhipidure de Rennell
- Rhipidura verreauxi – Rhipidure tacheté
- Rhipidura spilodera – Rhipidure de Vanuatu
- Rhipidura layardi – Rhipidure des Fidji
- Rhipidura personata – Rhipidure de Kadavu
- Rhipidura nebulosa – Rhipidure des Samoa
- Rhipidura phoenicura – Rhipidure rougequeue
- Rhipidura nigrocinnamomea – Rhipidure noir et roux
- Rhipidura brachyrhyncha – Rhipidure dimorphe
- Rhipidura lepida – Rhipidure des Palau
- Rhipidura dedemi – Rhipidure de Céram
- Rhipidura superflua – Rhipidure de Buru
- Rhipidura teysmanni – Rhipidure des Célèbes
- Rhipidura habibiei – Rhipidure de Peleng
- Rhipidura sulaensis – Rhipidure des Sula
- Rhipidura opistherythra – Rhipidure des Tanimbar
- Rhipidura rufidorsa – Rhipidure à dos roux
- Rhipidura dahli – Rhipidure des Bismarck
- Rhipidura matthiae – Rhipidure des Saint-Matthias
- Rhipidura malaitae – Rhipidure de Malaita
- Rhipidura semirubra – Rhipidure de l'Amirauté
- Rhipidura dryas – Rhipidure dryade
- Rhipidura semicollaris – Rhipidure à semi-collier
- Rhipidura torrida – Rhipidure de Halmahera
- Rhipidura rufifrons – Rhipidure roux
- Rhipidura kubaryi – Rhipidure de Ponapé
- Rhipidura louisiadensis – Rhipidure de Louisiade
- Rhipidura melanolaema – Rhipidure des Santa Cruz
- Rhipidura versicolor – Rhipidure de Micronésie
- Rhipidura rufofronta – Rhipidure des Salomon